# Diamantino
Diamantino – miasto i gmina w Brazylii, w stanie Mato Grosso.